# Resolució 316 del Consell de Seguretat de les Nacions Unides
La Resolució 316 del Consell de Seguretat de les Nacions Unides, aprovada el 26 de juny de 1972 després de reafirmar les resolucions prèvies sobre el tema, el Consell va condemnar Israel "deplorant actes de violència" i va demanar a Israel que respectés les resolucions anteriors i desistís de violar encara més la sobirania i la integritat territorial del Líban. La resolució va continuar expressant el desig que tots el personal militar libanès i sirià segrestat per Israel foss alliberat en el menor temps possible i va declarar que si no es prenien els passos abans esmentats, el Consell consideraia noves accions.
La resolució es va aprovar amb 13 vots; Panamà i els Estats Units es van abstenir de votar.